# El Moukadem
El Moukadem (arabe : المقدم) est un patrouilleur de la marine algérienne de la classe Kebir. Son indicatif est le 348.
El Moukadem a été mis en chantier en 1991 au chantier naval ECRN, Mers-el-Kebir situé à Oran. Lancé en 1993, il est affecté a la marine algérienne depuis 1993.